# Szlichtyngowa (gromada)
Szlichtyngowa – dawna gromada, czyli najmniejsza jednostka podziału terytorialnego Polskiej Rzeczypospolitej Ludowej w latach 1954–1972.
Gromady, z gromadzkimi radami narodowymi (GRN) jako organami władzy najniższego stopnia na wsi, funkcjonowały od reformy reorganizującej administrację wiejską przeprowadzonej jesienią 1954 do momentu ich zniesienia z dniem 1 stycznia 1973, tym samym wypierając organizację gminną w latach 1954–1972.
Gromadę Szlichtyngowa z siedzibą GRN w mieście Szlichtyngowej (nie wchodzącym w jej skład) utworzono – jako jedną z 8759 gromad na obszarze Polski – w powiecie wschowskim w woj. zielonogórskim na mocy uchwały nr V/27/54 WRN w Zielonej Górze z dnia 5 października 1954. W skład jednostki weszły obszary dotychczasowych gromad Górczyna, Dryżyna i Zamysłów ze zniesionej gminy Wschowa-Południe w tymże powiecie oraz obszar dotychczasowej gromady Wyszanów ze zniesionej gminy Białołęka w powiecie głogowskim w tymże województwie. Dla gromady ustalono 12 członków gromadzkiej rady narodowej.
Gromada przetrwała do końca 1972 roku, czyli do kolejnej reformy gminnej. 1 stycznia 1973 w powiecie wschowskim utworzono gminę Szlichtyngowa (w latach 1999–2001 gmina Szlichtyngowa należała do powiatu nowosolskiego).